# Castillo de Enrique II
El castillo de Enrique II es una fortaleza del siglo XIV situada en la ciudad española de Ciudad Rodrigo, en la provincia de Salamanca. En la actualidad, es la sede de un parador de turismo.

## Descripción

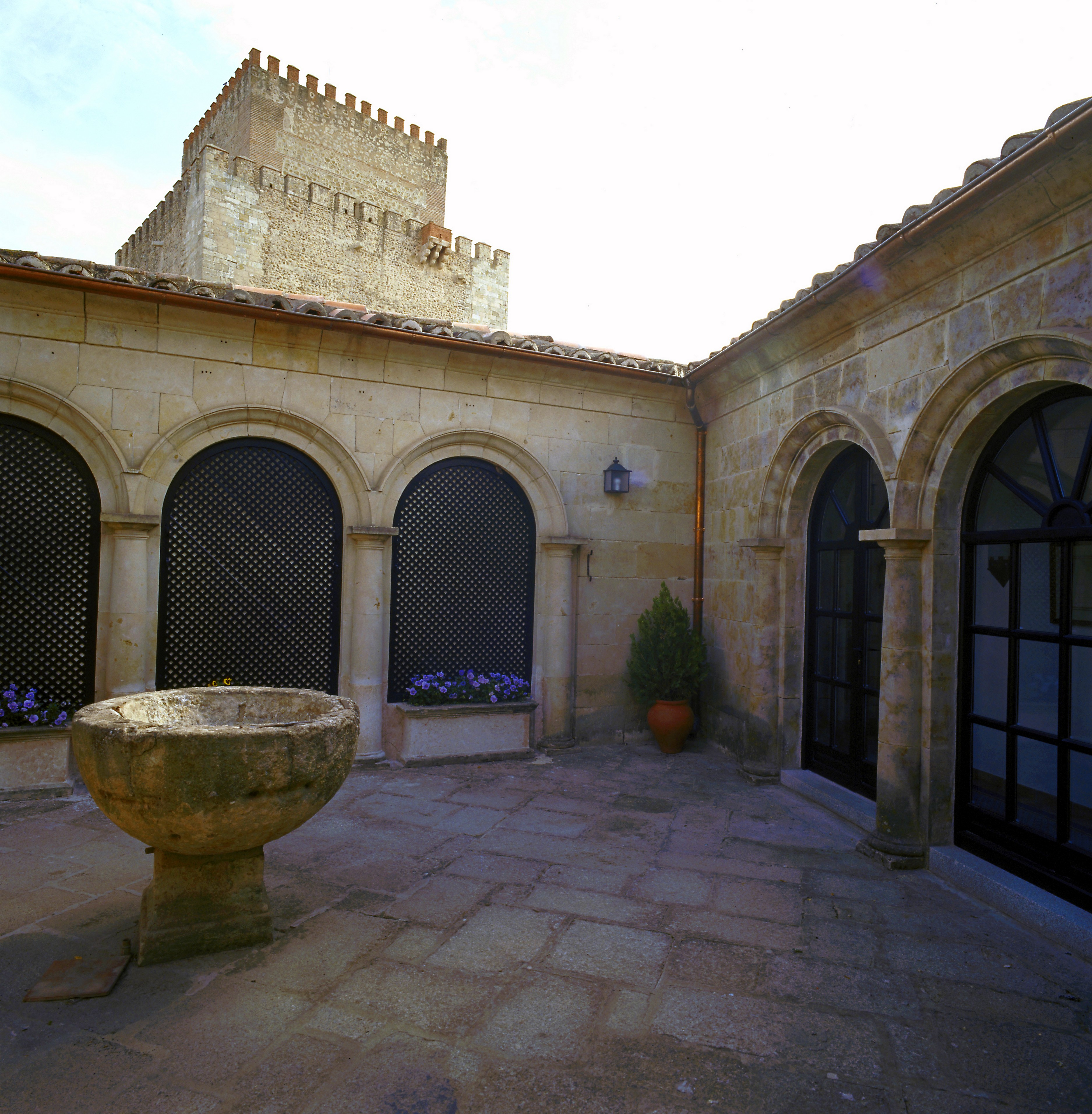
Interior

A pesar de que se le conoce con el nombre de Enrique II de Castilla, fue Fernando II de León quien mandó construir el castillo original sobre una fortificación primitiva de la villa. En 1372, sería de nuevo reconstruido, esta vez por Enrique II, primer monarca de la Casa de Trastámara, quien contrató al arquitecto zamorano Lope Arias Jenízaro. Sobre el arco de entrada al recinto, figura una placa conmemorativa con la fecha de su construcción: el 1 de junio de 1372.
A finales del siglo XV, durante el reinado de Fernando III, se construyeron unas murallas urbanas de mano del arquitecto gallego Juan de Cabrera. También se añadió un segundo perímetro amurallado oval en torno a la ciudad, con una longitud total superior a los dos kilómetros. El castillo se integra, pues, en el recinto amurallado.
Sede del Museo Regional de Ciudad Rodrigo entre los años 1928 y 1936, el 2 de octubre de 1929 pasó a funcionar como hospedería municipal. Desde el 28 de febrero de 1931, es un hotel de la red de Paradores de Turismo de España, lo que motivó dos remodelaciones y ampliaciones: una en 1943, por el arquitecto José María Muguruza Otaño, y otra en 2000, obra de Carlos Fernández-Cuenca Gómez.

## Planta
La fortaleza se desarrolla en torno a la torre del homenaje, una torre cuadrada de 17 metros de lado con dos pisos y terraza. En torno a ella, se desarrolla un muro con dos pequeñas torres cuadradas en sus extremos.
Su planta, de estilo defensivo del s XIV, es cuadrada, salvo en el flanco del rio Águeda, con torres almenadas en las esquina de cada paño; la torre del homenaje se encuentra ubicada en el centro del recinto.

El acceso se efectúa por la puerta apuntada de la fachada sur-este. Existen otros dos accesos en la muralla de la fachada este, además de otros con diversas funciones. Para el acceso al salón Imperial y sala Alcázar dispone de una escalera de tres tramos.

Fue realizada en sillería caliza en los laterales de las fachadas exteriores y con mampostería y ladrillo en el centro de los paños en reformas posteriores; salones construidos enteramente con sillar de buena calidad, bien escuadrado, con abovedado de sillar y contrafuertes interiores; fue sometida a importantes reformas en los siglos XVI y XVII y rehabilitada a finales del siglo XX.

Actualmente, alberga el Parador Nacional de Turismo desde 1928.
|                                  |
| Planta y marcas de la fortaleza. |

|                                     |
| Planta y marcas del Salón Imperial. |

|                                     |
| Planta y marcas de la Sala Alcázar. |

## Marcas de cantero
En los informes de gliptografía de la fortificación, se puede verificar que se han identificado:
Signos especiales (Maestros): 6 maestros canteros especialistas.
Signos rectores (Logias): 17 logias de canteros que trabajaron en la fortificación.
En total se han catalogado 1484 marcas de 214 tipos diferentes.
Por su frecuencia destacan los tipos de marcas: Rectas (732), figuras geométricas (380) e ideogramas (294); estos últimos, por su significado simbólico religioso, de protección del templo y de órdenes religiosas, identifican el edificio.
Destaca la variedad de tipos, algunos poco habituales, especialmente en el interior de la fortificación, predominando los trazos rectos de perfil normal.
|                                      |
| Marca atribuida al Temple. Escalera. |

|                                               |
| Ideograma, Flor de Lis, en el salón Imperial. |

|                                         |
| Figura geométrica en el salón Imperial. |

|                                               |
| Ideograma poco habitual en el salón Imperial. |

|                          |
| Ideograma en el Pórtico. |